# Sofie Gråbøl
Sofie Gråbøl (Frederiksberg, 30 de julho de 1968) é uma atriz dinamarquesa. Ela tornou-se internacionalmente conhecida após interpretar a detetive Sarah Lund na telessérie Forbrydelsen (2007—2012), pelo qual ganhou uma indicação ao Emmy Internacional de Melhor Atriz.

## Biografia
Gråbøl já atuou em uma série de filmes, começando com o papel principal na versão cinematográfica do romance de Tove Ditlevsen, Barndommens Gade (1986) e aos 17 anos ao lado de Max von Sydow em Pelle, o Conquistador. 
Na televisão, já atuou em Taxa, Nikolaj og Julie, e alcançou fama internacional como a detective Sarah Lund em Forbrydelsen (The Killing – História de um Assassinato), a série foi exibida na BBC Four com grande sucesso, chegando a ganhar um prêmio BAFTA, fazendo de Gråbøl uma celebridade no Reino Unido. Em 2011, interpretou Sarah Lund na sitcom Absolutely Fabulous.

## Vida pessoal
De 1994 a 2006 foi casada com o editor e diretor Jacob Thuesen, com quem trabalhou no curta-metragem Livsforsikringen (2003) e no longa-metragem Anklaget (2005). Desta relação surgiram dois filhos, Bror (nascido em 2002) e Gudrun (nascido em 2005). 
No início de 1990, Gråbøl namorou com o diretor dinamarquês Søren Fauli, em cujos filmes De skrigende halse (1993) e En store Kul-Tur (1996) ela participou.
Em dezembro de 2012, foi diagnosticada com câncer de mama. Ela passou por cirurgia e foi tratada com sucesso após a quimioterapia.

## Filmografia
| Ano       | Filme                             | Papel                | Nota(s) |
| --------- | --------------------------------- | -------------------- | --- |
| 1986      | Gauguin - Um Lobo Atrás da Porta  | Judith Molard        | |
| 1986      | Early Spring                      | Ester                | |
| 1987      | Sorgagre                          | Senhorita            | |
| 1987      | Pelle, o Conquistador             | Jomfru Sine          | |
| 1987      | Vi svarer ikke for bølgerne       | Pedestre             | Documentário |
| 1988      | Rami og Julie                     | Julie                | |
| 1988      | Jorden er giftig                  | Signe                | Curta-metragem |
| 1989      | Songlines                         |                      | Videoclipe (como Sophie Craboll) |
| 1990      | Kära farmor                       | Dagmar jovem         | |
| 1991      | Høfeber                           | Bankass              | |
| 1992      | O Toque do Silêncio               | Annette Berg         | |
| 1993      | De skrigende halse                | Anita Schulz         | Telefilme |
| 1993      | Sort høst                         | Clara Uldahl-Ege     | Prêmio Bodil de Melhor Atriz Robert prisen de Melhor Atriz                                                                          |
| 1993      | Tvangsritualer                    | Sofie Gråbøl         | Curta-metragem |
| 1994      | Nightwatch - Perigo na Noite      | Kalinka              | |
| 1995      | Carmen & Babyface                 | Carmen / irmã        | |
| 1995      | Pan                               | Edvarda Mack         | |
| 1996      | Fede tider                        | Anne                 | |
| 1996      | Den store Kul-Tur                 | Maibrit              | |
| 1997      | Sinans bryllup                    | Cherie               | |
| 1997      | Sekten                            | Mona                 | |
| 1997      | Mørkets øy                        | Julie                | |
| 1998      | H.C. Andersen og den skæve skygge | Louise (voz)         | |
| 1999      | Mifune                            | Claire               | |
| 1999      | Den eneste ene                    | Mulle                | |
| 1999      | En sjælden fugl                   | Astrid               | |
| 1999      | Taxa                              | Anna Sander          | Série de TV |
| 2000      | Flickering Lights                 | Hanne                | |
| 2000      | Gengangere                        | Regine               | Telefilme |
| 2001      | Grev Axel                         | Leonora Amalie       | |
| 2002-2003 | Nikolaj og Julie                  | Julie Krogh Andersen | Série de TV |
| 2003      | Livsforsikringen                  | Judith               | Curta-metragem |
| 2004      | Lad de små børn...                | Britt Lehmann        | |
| 2004      | Fjernsyn for voksne               |                      | Episódio #1.1 |
| 2005      | Acusado                           | Nina                 | |
| 2005      | Den rette ånd                     | Lærke                | |
| 2006      | O Grande Chefe                    | Kisser               | |
| 2007-2012 | Forbrydelsen                      | Sarah Lund           | BAFTA de Melhor Programa Internacional Robert prisen de Melhor Atriz em Série Dramática Indicada—Emmy Internacional de Melhor Atriz |
| 2007      | Vikaren                           | Carls Mor            | |
| 2007      | Daisy Diamond                     |                      | como Sofie Gråbøl |
| 2011      | Absolutamente Fabulosas           | Sarah Lund           | Episódio: "Identity" |
| 2012      | The Killing - Além de um Crime    | Christina Nielsen    | Episódio: "My Lucky Day" |
| 2013      | I lossens time                    | Helen                | |
| 2013      | Det andet liv                     | Mille                | |
| 2015-2018 | Os Crimes de Fortitude            | Hildur Odergard      | |
| 2015      | A-ha: Under the Makeup            | A mulher             | Curta-metragem |
| 2016      | Quando o Dia Chegar               | Lærer Lilian         | |
| 2016      | Den anden verden                  | Dronningen           | |
| 2018      | Liberty                           | Kirsten              | Série de TV |
| 2018      | A Casa Que Jack Construiu         | Lady                 | |
| 2018      | Den tid på året                   | Barbara              | |
| 2018      | Vår tid är nu                     | Henriette Winter     | Série de TV |
| 2018      | X&Y                               | Sofie                | |
| 2019      | Gentleman Jack                    | Rainha Marie         | |
| 2019      | Harpiks                           | Maria Haarder        | |
| 2020      | Us                                | Freja                | |
| 2020      | The Undoing: Já Devias Saber      | Catherine Stamper    | |
| 2021      | Vildmænd                          | Anne                 | |